# Jahidi White
Jahidi White (St. Louis, 19 febbraio 1976) è un ex cestista statunitense, professionista nella NBA.

## Carriera
Dopo aver giocato a livello di scuola superiore per la Cardinal Ritter High School di St. Louis (Missouri), è passato alla Georgetown University dove a speso tre stagioni viaggiando alle cifre di 5,5 punti e 4,5 rimbalzi di media a partita.
Finita la carriera NCAA è stato scelto dalla NBA nel draft NBA del 1998 al secondo giro con il numero 14 dai Washington Wizards.
Lungo di scuola Hoyas, White nelle sue 7 stagioni spese nella NBA si è dimostrato un giocatore molto fisico e pieno di energia, ha piazzato in carriera 5,8 rimbalzi e più di una stoppata a partita a cui vanno aggiunti i 5,9 punti di media. Nel 1999-2000 è stato quarto per rimbalzi presi per minuto nell'intera lega. Alcuni brutti infortuni l'hanno limitato e non è più riuscito a strappare un contratto nella NBA.

## Statistiche

### College
| Anno      | Squadra          | PG  | PT | MP   | TC%  | 3P% | TL%  | RP  | AP  | PRP | SP  | PP   |
| --------- | ---------------- | --- | -- | ---- | ---- | --- | ---- | --- | --- | --- | --- | ---- |
| 1994-1995 | Georgetown Hoyas | 26  | 0  | 7,7  | 42,9 | -   | 37,1 | 1,8 | 0,1 | 0,3 | 0,9 | 2,3  |
| 1995-1996 | Georgetown Hoyas | 37  | 0  | 11,1 | 56,0 | -   | 48,3 | 3,7 | 0,1 | 0,5 | 1,2 | 4,9  |
| 1996-1997 | Georgetown Hoyas | 30  | 30 | 20,2 | 51,2 | -   | 48,5 | 6,4 | 0,5 | 0,5 | 2,0 | 7,3  |
| 1997-1998 | Georgetown Hoyas | 12  | 12 | 21,6 | 63,4 | -   | 44,0 | 9,1 | 0,2 | 1,0 | 2,2 | 10,5 |
| Carriera  | Carriera         | 105 | 42 | 14,1 | 53,9 | -   | 46,2 | 4,6 | 0,2 | 0,5 | 1,4 | 5,6  |

### NBA

#### Regular Season
| Anno      | Squadra           | PG  | PT  | MP   | TC%  | 3P% | TL%  | RP  | AP  | PRP | SP  | PP  |
| --------- | ----------------- | --- | --- | ---- | ---- | --- | ---- | --- | --- | --- | --- | --- |
| 1998-1999 | Wash. Wizards     | 20  | 0   | 9,6  | 53,1 | -   | 42,9 | 2,9 | 0,1 | 0,2 | 0,6 | 2,5 |
| 1999-2000 | Wash. Wizards     | 80  | 59  | 19,2 | 50,7 | -   | 53,6 | 6,9 | 0,2 | 0,4 | 1,0 | 7,1 |
| 2000-2001 | Wash. Wizards     | 68  | 56  | 23,7 | 49,8 | 0,0 | 56,7 | 7,7 | 0,3 | 0,5 | 1,6 | 8,6 |
| 2001-2002 | Wash. Wizards     | 71  | 69  | 19,0 | 53,8 | -   | 53,9 | 6,3 | 0,2 | 0,4 | 1,1 | 5,4 |
| 2002-2003 | Wash. Wizards     | 16  | 8   | 14,4 | 47,2 | -   | 68,0 | 4,6 | 0,1 | 0,1 | 0,8 | 4,2 |
| 2003-2004 | Wash. Wizards     | 1   | 0   | 4,0  | 0,0  | -   | -    | 0,0 | 0,0 | 0,0 | 1,0 | 0,0 |
| 2003-2004 | Phoenix Suns      | 61  | 17  | 14,1 | 52,4 | -   | 50,0 | 4,3 | 0,1 | 0,4 | 0,8 | 4,3 |
| 2004-2005 | Charlotte Bobcats | 17  | 0   | 7,9  | 45,2 | -   | 35,0 | 2,0 | 0,1 | 0,1 | 0,7 | 2,5 |
| Carriera  | Carriera          | 334 | 209 | 17,7 | 51,0 | 0,0 | 53,4 | 5,8 | 0,2 | 0,4 | 1,1 | 5,9 |